# لیتاس لیتوانی
لیتاس نام یکای پول لیتوانی بود. کد ایزو ۴۲۱۷ لیتاس، LTL است و مخفف آن نیز Lt می‌باشد. هر لیتاس معادل ۱۰۰ سنت است. در سال ۲۰۱۳ نرخ تبدیل آن به یورو برابر با ۳٫۴۵۲۸ لیتاس به ۱ یورو بود.
طبق برنامه‌های اقتصادی اتحادیه اروپا قرار بود لیتاس در تاریخ ۱ ژانویه ۲۰۱۰ با یورو جایگزین شود ولی به علت رکود اقتصادی اتحادیه اروپا این جایگزینی به تأخیر افتاد. سرانجام در تاریخ ۱ ژانویه ۲۰۱۵ لیتوانی نیز به جمع کشورهای محدوده یورو پیوست و یکای پول لیتاس را کنار گذاشت.